# 4-я лыжная бригада Карельского фронта
Не следует путать с 4-й лыжной бригадой Воронежского фронта
4-я лыжная бригада — воинское соединение СССР в Великой Отечественной войне.

## История
Бригада сформирована в составе Карельского фронта в феврале 1942 года как Лыжная бригада Кандалакшской оперативной группы войск, переименована в 4-ю лыжную бригаду 31.03.1942.
В составе действующей армии с 16.02.1942 по 31.03.1942 как Лыжная бригада Кандалакшской оперативной группы войск и с 31.03.1942 по 22.05.1942 как 4-я лыжная бригада
Держала оборону на кандалакшском направлении.
22.05.1942 обращена на формирование 3-й стрелковой бригады

## Подчинение
| Дата            | Фронт (округ)    | Армия      | Корпус | Примечания          |
| --------------- | ---------------- | ---------- | ------ | ------------------- |
| 01.03.1942 года | Карельский фронт | -          | -      | точных сведений нет |
| 01.04.1942 года | Карельский фронт | 14-я армия | -      | -                   |
| 01.05.1942 года | Карельский фронт | 19-я армия | -      | -                   |

## Командиры
- подполковник Дегтярёв, Николай Николаевич — февраль-апрель 1942 года
- полковник Александров, Сергей Николаевич — апрель- июнь 1942 года